# Синміклеуш (Сату-Маре)
Синміклеуш (рум. Sânmiclăuș) — село у повіті Сату-Маре в Румунії. Входить до складу комуни Мофтін.
Село розташоване на відстані 446 км на північний захід від Бухареста, 26 км на південний захід від Сату-Маре, 121 км на північний захід від Клуж-Напоки.

## Населення
За даними перепису населення 2002 року у селі проживали 365 осіб.
Національний склад населення села:
| Національність | Кількість осіб | Відсоток |
| -------------- | -------------- | -------- |
| румуни         | 286            | 78,4%    |
| угорці         | 49             | 13,4%    |
| цигани         | 30             | 8,2%     |

Рідною мовою назвали:
| Мова      | Кількість осіб | Відсоток |
| --------- | -------------- | -------- |
| румунська | 284            | 77,8%    |
| угорська  | 81             | 22,2%    |

## Видатні уродженці
- Сілвіу Лунг — румунський футболіст.